# 爆笑オンエアバトル
『爆笑オンエアバトル』（ばくしょうオンエアバトル）は、1999年3月27日より2010年3月26日までNHK総合テレビジョンで放送されていたお笑い番組。略称は「オンバト」。
観覧審査員の投票による番組独自の審査方法や、面白くないとされたネタは放送されないというシビアなルールが特徴。キャッチコピーは「史上最もシビアなお笑い番組」。
後期はNHKエンタープライズ製作で放送された。

## 概要
若手芸人たちが漫才やコント、漫談などを観客の前で披露し、面白いと評価されたネタだけが選ばれオンエア（放送）され、それ以外のネタは基本的にカットされる。ゴルフボールを用いて行われる番組独自の審査方法（詳細は審査方法を参照）は、2002年と2003年の『NHK紅白歌合戦』でも採用された。番組マスコットキャラクターは「タマちゃん」というゴルフボールを模したキャラクターで、オープニングやネタ放送中の画面内にCGアニメとして出てくるほか後期にはセット内のオブジェにも用いられた。
2004年4月から「オンエアバトル爆笑編」として隔週の放送となり、インディーズやストリートミュージシャンとして活動する歌手を対象にした「オンエアバトル熱唱編」と交互に放送されていた。2005年4月からは両番組とも独立し、それぞれ「爆笑オンエアバトル」、「熱唱オンエアバトル」とタイトルを変更した上で毎週の放送となる（その後「熱唱オンエアバトル」は2006年3月に終了した）。
2009年4月からは月に1回、金曜日 24:10 - 25:10の1時間放送となり、15組中8組がオンエアされるシステムとなり、視聴者投票も開始された（後述）。また、未出場及びオンエア経験のないお笑い芸人10組が出場する月1回放送の姉妹番組「爆笑トライアウト」が開始された。
「爆笑オンエアバトル」としては2010年3月で終了したが、2010年4月からは、「オンバト+」としてリニューアルし、386回の放送で674組の芸人が出場し、344組の芸人がオンエアを果たした。

### ネタ見せ番組の先駆け
1999年の番組放送開始の頃は、全国ネットで毎週放送される若手芸人によるネタ見せ番組はこの「爆笑オンエアバトル」のみであった。その後2003年までに番組の常連だったダンディ坂野・テツandトモ・長井秀和を始め、いわゆる「お笑い第五世代」と呼ばれる世代を中心に、お笑い第四世代を含む多数の芸人をブレイクさせた。その後に民放でも若手芸人によるネタ見せ番組が多く放送されるきっかけとなり、2000年代のお笑いブームを牽引した。鈴木克道チーフプロデューサーは番組が始まって7年目でのインタビューにおいて、「常に新しい笑いにこだわってきた。審査のショーアップ化の話もあったが、番組への信頼を失いたくないのでベースは変えず、シンプルなままにしてきた」と語っている。
2003年度を以てそれまでの常連（博多華丸・大吉、アンジャッシュ、ビッキーズ、ルート33、おぎやはぎ、ハリガネロック、バカリズム、ペナルティ、ドランクドラゴン、ダンディ坂野、フットボールアワー、はなわ、ダイノジ、陣内智則、スピードワゴン、テンダラー、インパルス、テツandトモ、バナナマン、チャイルドマシーンほか）は一斉に卒業となり、事実上の世代交代が図られた。
番組の初代プロデューサーである並木正行によれば、1996年・97年にNHK BS2で放送された特番『センター・マイク笑』が事実上の前身であるという。同番組のリサーチのために都内のお笑い系ライブハウスを回った際、若手の漫才師に同年代の若い固定ファンがついているのを見て若手芸人を集めた番組に手応えを感じたものの、出演者の選考としてオーディションを開ける時間的・制作費的余裕がなかったため「素人が評価するオーディションをそのまま番組にしてしまおう」と思い立ったことが本番組の発端となっている。番組開始に先立ち主要なお笑い系の芸能プロダクションに連絡を取り番組への参加を打診したところ、制作側の予想に反しプロダクション側が好意的な反応を示したため実際に制作へ踏み切った。

### 収録
番組初期は、NHK放送センター内の101スタジオ、または102スタジオで収録されていた。その後2000年 - 2003年は、通常回は「テント○○ みんなの広場」（○○には年が入る）、スペシャル・追加収録・年度の切り替わり時期などは最初期と同じ101・102スタジオで収録されていた。2004年3月 - 2009年2月までは隔週土曜日に2本撮りで、同年4月以降は土曜日に月1回みんなの広場ふれあいホールにて撮影が行われる。2010年4月以降の「オンバト+」でもふれあいホールの収録は原則月1回の収録（放送2週分を収録）となり、地方収録の回数が増やされている。収録に参加する芸人に対して、他の参加者が誰かは当日まで伏せられていた。
2004年 - 2006年の「熱唱オンエアバトル」放送時は昼に「熱唱オンエアバトル」、夜に「爆笑オンエアバトル」の収録が行われていた。また、「爆笑オンエアバトル」は年に数回地方で収録を実施するため、「熱唱－」のみの収録になることもあった。また編成上の都合などにより、ふれあいホールでの収録でも「爆笑オンエアバトル」のみの収録の場合もあった。

#### 地方収録の収録地
所在地順。チャンピオン大会も含む。
- 北海道・札幌市（NHK札幌放送局）
- 北海道・北見市
- 北海道・小樽市
- 宮城県・仙台市（NHK仙台放送局）
- 宮城県・多賀城市
- 福島県・本宮町
- 群馬県・高崎市
- 埼玉県・戸田市
- 千葉県・千葉市
- 神奈川県・横浜市
- 神奈川県・伊勢原市
- 富山県・富山市
- 石川県・津幡町
- 福井県・春江町
- 長野県・東御市
- 静岡県・富士市
- 愛知県・名古屋市（NHK名古屋放送局）
- 愛知県・瀬戸市
- 愛知県・尾張旭市
- 愛知県・稲沢市
- 愛・地球博会場
- 三重県・桑名市
- 大阪府・大阪市（NHK大阪放送局）
- 大阪府・八尾市
- 兵庫県・明石市
- 島根県・出雲市
- 岡山県・総社市
- 広島県・広島市（NHK広島放送局）
- 広島県・東広島市
- 広島県・廿日市市
- 山口県・山口市
- 愛媛県・松山市
- 香川県・さぬき市
- 福岡県・福岡市（NHK福岡放送局）
- 福岡県・北九州市
- 福岡県・大野城市
- 佐賀県・佐賀市
- 長崎県・長崎市
- 宮崎県・都城市

## ルール・番組構成
毎回芸人がネタ（5分以内）を披露する。そして会場の100人の審査員によって投票が行われ、その総数を「キロバトル（KB）」という番組独自の単位で表された計測方式で得点とし、高得点を得た上位の芸人のネタがオンエアとなる。また、出場回数に対するオンエアされた回数の割合を通算オンエア率（OA率）と呼ぶ。

### オープニング
オープニングではネタ披露前の光景と共に「今回の挑戦者」として出演する芸人10組が映される（6組オンエアの場合はカット）。光景の大まかな流れは次の通り。大体一流れで2組ほど映される。
1. 会場入り
2. 抽選でのネタ披露順番決め
3. ネタ合わせ
4. 舞台袖
5. ネタ披露直前orネタ披露直後

計量・審査発表に続いてオンエア獲得芸人のネタが放送された後、エンディングでは以下の内容が放送されている。

### 審査
ネタの放送の有無を審査によって決めるというルールの都合上、ネタの前に審査・結果発表が放送される。

#### 審査方法・基準
審査員の審査基準は「（今見たネタを）全国に届けたいか否か」。
一般審査員100人は最初、それぞれ違う色に着色された10個のゴルフボールを持っている。ボールの色はネタを披露する順番（これは事前に抽選で決められる）を示しており、色とネタ披露順の関係は年度によって違いがある（一例として、2004年度以降は赤、白、黄、茶、緑、紫、オレンジ、ピンク、黒、青の順番）。2009年度はこれに11 - 15番目としてグレー、クリーム、黄緑、水色、金色が加えられた。
ネタが1組ずつ終了するたびに場内の照明が落とされて投票タイムとなり、「（今見たネタは）オンエアOK」と思ったら、その芸人（のネタ披露順）に対応した色のゴルフボールを席の目の前にあるレールに投入する。そのレールの出口にはネタ披露順に対応した色の帯のペイント（2001年度以降）と出場者の名前（2000年度以前は長方形、2001年度以降は楕円形）が書かれた1つのバケツ（金属製で小型のゴミバケツのような形状をしている）が置かれており、レールを通ったゴルフボールはそのバケツに入っていく。投票後のバケツは挑戦者自身によってスタッフに手渡され、中身の確認（他の色のゴルフボールが入っていた場合は取り除かれる）のあと、不正防止のため蓋をしてシールで封じた状態で観客の目の届く場所に置かれる。
この投票を全組それぞれで行い、全組のネタ終了後、バケツの重さをデジタル表示の秤で計測し、順位を決する。そして司会者が、オンエアされる上位5～6組の芸人を発表する。
グループの場合、バケツを持つ者はたいてい固定されており、ステージ上で並んだ際にメンバーの姿が全員見えるように背の低いメンバーがバケツを持つことが多い。
ピタゴラスイッチでこの計測の仕方が紹介されたことがある。

#### キロバトル（KB）
「キロバトル（KB）」とは番組独自の重さの単位。バケツのみの重さは85KB（93→89→85KBと変遷）で、ボール1個の重さは約4.6KBである。はかりは4単位刻みの表示（85、89、93 … 537、541、545）となっている。ちなみに、番組1 - 2年目ははかりの刻みが4単位刻みではなかったため誤差（ボール個数は同じだが、1KBの差が現れる）もあったが、3年目以降は現在の形式のはかりに改正されたため、誤差が出ることはなくなった。
満点、つまり審査員100人全員がボールを投入した場合のバケツの重さは545KB（バケツのみの重さ85KB+ボール100個分の重さ460KB）。545KBはますだおかだ・タイムマシーン3号・上々軍団の3組が記録している。満点でなくとも、500KBを超えれば「オーバー500」と称され、高評価という事になる。KB数と投票人数の関係は公表されていないため詳細は不明だが、100人中91人以上が投票すると500KB以上を記録するとされている。

#### オンエア条件
投票結果の上位のネタのみがオンエアされる。挑戦組数とオンエア組数は以下の通りである。オンエア最下位（6位→5位）が2組以上あればそれらは全てオンエアとなるルールで、通算で23回適用されている。
- 1999年3月27日 - 1999年4月3日（第1・2回放送分）、12組中7組オンエア
- 1999年4月10日 - 1999年8月28日（第3 - 18回放送分）、11組中6組オンエア
- 1999年9月4日 - 2009年2月26日（第19 - 377回放送分）、10組中5組オンエア
- 2009年4月24日 - 2010年1月22日（第378 - 386回放送分）、15組中8組オンエア（オンエアされた8組は視聴者投票の対象となる。詳細は視聴者投票を参照）

ちなみに上位へ入れずオンエアされなかったことを「オフエア」と呼ぶが、これは2000年12月9日放送回で田上よしえがネタの中で「オフエア」という言葉を初めて用いてから一般へ普及し、番組公式の用語としても使用されるようになった。当然ながら番組内で披露されたネタは全て収録しているため、オフエアとなったネタも映像としては残されているが、基本的にお蔵入りとなる。過去には「爆笑オンエアバトル パーフェクトライブ」（BShi、2000年12月 - 2002年3月の日曜深夜）や、「新・真夜中の王国」（NHK-BS2）のコーナーの1つである「爆笑?オフエアバトル」でオフエアとなったネタが放送されていた。また、エレキコミックやアンジャッシュなどのオフエアになったネタの一部をDVDに収録している。後番組の「オンバト+」では2010年度のみオフエアとなったネタが視聴者投票の対象にされ、最多得票だったネタは次回放送の「+1」コーナーで放送された。

#### 審査員
審査員は一般公募による登録制となっている。登録者に送付される書類に記載されている数種の収録予定日時の中から、登録者の希望する日時を選んで申請するとその中から年齢、性別、過去の審査員経験で選考された上で抽選で選ばれる。また収録会場には審査員の他に一般客も存在し、一般客も審査員と同様の方法で申請した者の中から抽選で選ばれている。審査員募集時の質問項目に「好きな芸人」を書く欄を設け、参加者にその芸人が含まれる場合は審査員から外すといった、公平性への配慮も行われていた。
地方収録での審査員・観覧者はその都度、別途に募集する（東京収録での登録審査員との関係はない）。
なお収録前には、参加する芸人に対し当日の審査員の年齢・性別の構成（「10代は男性○人、女性○人。20代は…」といった形）が伝えられていた。芸人によってはこの情報を元に、客層を考慮して舞台にかけるネタを急遽変更する場合もあったという。

#### ジャッジペーパー
審査員はジャッジペーパーと呼ばれる紙に、1組ごとに感想を書き入れる（司会者に対する感想を書く欄もある）。
オンエアされなかった芸人は、後述のコメントと併せて画面下にテロップで感想の一部が紹介されるが、2000年頃までは「審査員の生の声」と題した審査員に直接取材する映像も放送されていた。放送ではできるだけ優しい意見がテロップ化されているものの、中には手厳しい・理不尽な意見もいくつかある（アンジャッシュが番外編等でオフエア時のジャッジペーパーの中からそのような意見を取り上げたことがある）。2行で表され、そのうち1行は面白かった所などやよかった点、もう1行は直した方が良いことなど悪かった点を流すことが多い。2000年頃までは箇条書きになっていたほか、1999年度一部の回には「ジャッジペーパーより」が表記されていなかった。
収録後には出場した芸人全組に審査員100人分のジャッジペーパーが審査員事務局から送付され、これにより出場芸人は審査員の反応を確認することができる。第10回までにはジャッジペーパーの替わりにスタッフロールが流れており、2000年中盤にはオンエアされた芸人のジャッジペーパーが紹介されていた（この場合は各芸人のネタの放送前に書いた人の名前も一緒に流れる）ことがあるなど勝者・敗者のジャッジペーパー内容の表示の有無は年度によって細かい違いがある。

#### 時間制限
2004年度（2005年3月）までは、ネタ時間が6分を過ぎると強制的に暗転されるが失格にはならないというルールで、ファンキーモンキークリニックが経験。2005年度（2005年4月）より5分を過ぎると、強制暗転・即失格となり計量にも参加できない。どーよとなすなかにしが失格を経験している。

### エンディング

#### 残念ながらオンエアに至らなかった皆さん/今回のオフエア…
オフエア芸人による反省やリベンジへの意気込みを語るコメント及びジャッジペーパーの内容のテロップ（先述）が流される（通称「敗者コメント」）。一部の回（主に2003年度後半）ではネタの一部が無音で放送される。
2003年9月以前は、締めの挨拶の後にエンディングBGMが流れるが、締めの挨拶の途中から流れる場合がある。敗者コメントのVTRの上部に「残念ながらオンエアに至らなかった皆さん」のテロップが追加される。
2003年10月以降は、オンエア獲得芸人のネタ放送後にエンディングBGMが流れ（サラ・ブライトマンの「Time To Say Goodbye」）、オフエアとなった4～5組が会場から捌けていくシーンから始まる。この時に「残念ながらオンエアに至らなかった皆さん（2009年度以降では『今回のオフエア…』）」のテロップと共に、オフエア芸人の名前がスタッフロールのように流れていた。
2019年復活特番では、基本は2003年9月以前とほぼ同じだが、ジャッジペーパーの内容のテロップの替わりに審査員の感想VTRが無音ネタの一部と共に流された。

#### 見事オンエアを勝ちとった皆さん
オフエア芸人退場後のスタジオ（2001年度以前ではたまに計量前の光景）を映した後に、上記のテロップと共にオンエア獲得芸人が勝利の喜びを1組につき約数秒程度で表現する。その後、スタジオの映像に戻した後に番組が終了する。2003年10月以降は行われなくなったが、2019年の復活特番でこのコーナーも復活した。

#### 締めの挨拶
スタッフロールに乗せて、司会のアナウンサーがオンエア芸人への祝福及びオフエア芸人への励ましの言葉をかける。
その後に司会のアナウンサーとオンエアとなった5～6組の芸人（2001年度以前は司会のアナウンサーが単独で行っていた）が締めの挨拶を行う。基本的に「新しい笑いを作るのは、挑戦者の皆さんと客席の皆さん、そしてテレビの前の…あなたたちです!」だが、内容や全体の構成・順序は年度によって微妙に異なる。
2003年9月以前は「残念ながらオンエアに至らなかった皆さん」の前に、2003年10月以降は「見事オンエアを勝ちとった皆さん」の代わりに番組の最後に放送された。

#### 終了後
- 次回予告 - 基本司会のアナウンサーによる約15秒で10組の紹介が行われていて、10組紹介後に観客席orスタジオを映して終了する。
- スローガン（2004年4月 - 2006年3月） - 終了後、白背景に黒文字で『夢に向かうのはあなた そのステージはNHK』と表示された（これは「熱唱オンエアバトル」も共通）。
- 番外コーナー（2007年4月以降） - 後述

## 放送リスト

### 1999年
| 放送回 | 放送日   | 出演者 |
| ------ | -------- | --- |
| 1      | 3月28日  | - ラーメンズ - りあるキッズ - 江戸むらさき - はなわ - 北陽/S - びゅんびゅん - ダンディ坂野 - ぴのっきお - アンジャッシュ - ファンキーモンキークリニック - スクラッチ - シリアルパパ             |
| 2      | 4月4日   | - アンタッチャブル - アウトブレイク - 海原やすよ・ともこ - ビリジアン - テツandトモ - カチコチキューピー - 003MANIA - チュチュチュファミリー - エネルギー - ヘモグロビン - マイマイカブリ - TKO |
| 3      | 4月11日  | - アンタッチャブル - はなわ - やるせなす - ホーム・チーム - 江戸むらさき - 矢野・兵動 - 末吉 - オーケイ - プラスドライバー - ティーアップ - トルション                                          |
| 4      | 4月18日  | - 底ぬけAIR-LINE - ダンディ坂野 - バカリズム - MANZAI-C - 東京ビンゴビンゴ・ダイナマイトジャパン - アメリカザリガニ - ハイセンス - くわばたりえ - シンクタンク - あいつら - メッセンジャー      |
| 5      | 4月25日  | - ドランクドラゴン - Over Drive - ぴのっきお - 号泣 - テツandトモ - プラスドライバー - U-turn - シャカ - ファンキーモンキークリニック - サドルマン - ブッチャーブラザーズ                       |
| 6      | 5月2日   | - ますだおかだ - ラーメンズ - フォークダンスDE成子坂 - ピーピングトム - COWCOW - 北陽/S - 野性爆弾 - びゅんびゅん - 天然超ズ脳 - エルシャラカーニ - 笑組                                        |
| 7      | 5月16日  | - アンジャッシュ |
| 8      | 5月23日  | - アンタッチャブル - DonDokoDon - いつもここから - バカリズム - シャンプーハット - アメリカザリガニ - マイマイカブリ - 前田健 - COLORS - バナナマン - サービスパンダ                            |
| 9      | 5月30日  | - アンジャッシュ - 号泣 - Do-Yo - テツandトモ - ストロング・マイマイズ - いつもここから - 天然超ズ脳 - バッファロー吾郎 - ダーンス4 - カチコチキューピー - 大阪キッズ                           |
| 10     | 6月6日   | - FUJIWARA - ホーム・チーム - ますだおかだ - パックン・マックン - アルファルファ - やるせなす - ダンディ坂野 - スープレックス - くわばたりえ - 江戸むらさき - ショウショウ                      |
| 11     | 6月13日  | - アルファルファ - DonDokoDon - 北陽/S - アクシャン - X-GUN - スープレックス - 東京ビンゴビンゴ・ダイナマイトジャパン - ダブルブッキング - 水玉れっぷう隊 - T・K・O - げんしじん                |
| 12     | 6月20日  | - 底ぬけAIR-LINE - アメリカザリガニ - インスタントジョンソン - シャカ - 江戸むらさき - ラーメンズ - ぴのっきお - チェコ - タイムトラベラー - モストデンジャラスコンビ - 清水宏                  |
| 13     | 6月27日  | - オーケイ - カモン・カモン - 坂道コロコロ - スクラッチ - 底ぬけＡＩＲ－ＬＩＮＥ - ダンディ坂野 - 中川家 - 2丁拳銃 - はなわ - モンスターズ - 矢野・兵動                                         |
| 14     | 7月11日  | - アンタッチャブル - 海原やすよ・ともこ - Over Drive - こん松・せんべい - シンクタンク - シンデレラ・エキスプレス - テツandトモ - バカリズム - 華丸・大吉 - プラスドライバー - ますだおかだ     |
| 15     | 7月18日  | - ドランクドラゴン - FUJIWARA - ホーム・チーム - Do-Yo - エネルギー - ノンキーズ - 003MANIA - みのなが - 荒波部屋 - 北北西に進路を取れ - ピテカンバブー                                         |
| 16     | 7月25日  | - アンジャッシュ - ツインカム - サービスパンダ - ますだおかだ - きぐるみピエロ - ハリガネロック - アクシャン - 号泣 - スパローズ - インスタントジョンソン - ワンダラーズ                        |
| 17     | 8月1日   | - DonDokoDon - やるせなす - COWCOW - ユリオカ超特Q - バカリズム - 号泣 - スープレックス - マンブルゴッチ - オーディン - スクラッチ - 東京ビンゴビンゴ・ダイナマイトジャパン                     |
| 18     | 8月29日  | - 坂道コロコロ - ルート33 - Over Drive - おぎやはぎ - いつもここから - シェイクダウン - ニトログリセリン - ファンキーモンキークリニック - 牛肉オレンヂ - 前田健 - 天然超ズ脳                    |
| 19     | 9月5日   | - ラーメンズ - 中川家 - シャカ - マイマイカブリ - COLORS - ブラックパイナーSOS - とっかん小僧 - かくれんぼ - ヘモグロビン - Zee-G                                                               |
| 20     | 9月12日  | - ドランクドラゴン - ツインカム - エネルギー - あさりど - 火災報知器 - ストロング・マイマイズ - ダンディ坂野 - プラスドライバー - ピテカンバブー - ZIPPER                                       |
| 21     | 9月19日  | - 福田哲平 - ルート33 - マンブルゴッチ - スープレックス - バカリズム - エネルギー - 爆裂・クレイジー - プロペラZ - COLORS - ヤニッターズ                                                        |
| 22     | 9月26日  | - 江戸むらさき - 火災報知器 - DonDokoDon - ダイノジ - アルファルファ - ストロング・マイマイズ - エレキコミック - 東京ビンゴビンゴダイナマイトジャパン - 黒田大創 - びゅんびゅん                 |
| 23     | 10月3日  | - ハリガネロック - ラーメンズ - ホーム・チーム - やるせなす - おぎやはぎ - 坂道コロコロ - オーケイ - シンドバット - エルトンGOタカーズ - 寒空はだか                                             |
| 24     | 10月17日 | - アンタッチャブル - 海原やすよ・ともこ - 底ぬけAIR-LINE - サービスパンダ - ユリオカ超特Q - はりけ～んず - ポチョム・キン - 北北西に進路を取れ - コントーズ - シマレン                          |
| 25     | 10月24日 | - ルート33 - 矢野・兵動 - テツandトモ - タイムトラベラー - 前田健 - 天然超ズ脳 - パラシュート部隊 - チェコ - チョーダイ - 荒波部屋                                                              |
| 26     | 10月31日 | - ツインカム - アメリカザリガニ - アクシャン - Over Drive - アンジャッシュ - 号泣 - ノンキーズ - スミス夫人 - バカリズム - らんぶるふぃっしゅ                                                   |
| 27     | 11月7日  | - アメリカザリガニ - 江戸むらさき - カチコチキューピー - 陣内智則 - ダブルコセガレ - 中川家 - 北陽 - ホームチーム - 満 - モンスターズ                                                           |
| 28     | 11月14日 | - いつもここから - オーケイ - COWCOW - スープレックス - DA-DA - バッドボーイズ - 原田おさむ - ますだおかだ - ラーメンズ - りあるキッズ                                                          |
| 29     | 11月21日 | - 坂道コロコロ - シャカ - ドランクドラゴン - FUJIWARA - ルート33 - スピードワゴン - 003MANIA - ダンディ坂野 - ハンチング - エルシャラカーニ                                                     |
| 30     | 11月28日 | - 長井秀和 - 中川家 - 西岡すみこ - ますだおかだ - カンニング - ゲットスマイルズ - ストロング・マイマイズ - 底ぬけAIR-LINE - マイマイカブリ                                                      |
| 31     | 12月5日  | - 号泣 - シャカ - ウルグアイパラグアイ - ユリオカ超特Q - Over Drive - 矢野・兵動 - やるせなす - 西岡すみこ - ネギねこ調査隊 - 友池・中林                                                        |
| 32     | 12月12日 | - アンジャッシュ - ツインカム - ラーメンズ - マンブルゴッチ - 怪人社 - 火災報知器 - ホーム・チーム - 海原やすよ・ともこ - パックンマックン - キッコリーズ                                       |

### 2000年
| 放送回 | 放送日   | 出演者 |
| ------ | -------- | --- |
| 33     | 1月9日   | - アクシャン - サービスパンダ - 底ぬけAIR-LINE - ダイノジ - ノンキーズ - くおん - 品川庄司 - バカリズム - 爆裂・クレイジー - マイマイカブリ                                   |
| 34     | 1月16日  | - アップダウン - アメリカザリガニ - テツandトモ - ドランクドラゴン - ランディーズ - きぐるみピエロ - 号泣 - ジグザグ - 18KIN - ダンディ坂野                                   |
| 35     | 1月23日  | - 陣内智則 - 田上よしえ - ちむりん - バナナマン - プラスドライバー - カチコチキューピー - 坂道コロコロ - ZIPPER - 中川家 - バカリズム                                         |
| 36     | 1月30日  | - アルファルファ - アンタッチャブル - いつもここから - COWCOW - ルート33 - アクシャン - インスタントジョンソン - 牛肉オレンヂ - スープレックス - ファンキーモンキークリニック |
| 37     | 2月6日   | - おぎやはぎ - ハリガネロック - ホーム・チーム - ブラック・ボックス - 桧博明 - へびいちご - 喜屋武×喜屋武 - Over Drive - ブラックパイナーSOS - スピードワゴン                 |
| 38     | 2月13日  | - 海原やすよ・ともこ - アルファルファ - 中川家 - 粋なり - エネルギー - 怪人社 - ノンキーズ - くわばたりえ - ザ・リックサック - ジャングルジム                                 |
| 39     | 2月20日  | - ツインカム - 陣内智則 - ユリオカ超特Q - やるせなす - プロペラZ - きぐるみピエロ - バナナマン - 火災報知器 - マンブルゴッチ - ハミングステッチ                               |
| 40     | 2月27日  | - スマイリーキクチ - ダイノジ - 鉄拳 - 坂道コロコロ - 北陽 - アクシャン - チュートリアル - サービスパンダ - 18KIN - 健                                                        |
| 41     | 4月2日   | - アンジャッシュ - シャカ - バナナマン - 騎兵隊 - はなわ - ダンディ坂野 - ビーム - チープスープ - ノンキーズ - T・K・O                                                        |
| 42     | 4月9日   | - 田上よしえ - ハリガネロック - ブラザース - ラーメンズ - 大隈いちろう - 坂道コロコロ - ジェット☆キッズ - ネギねこ調査隊 - 市村・近藤 - 003MANIA                              |
| 43     | 4月16日  | - 陣内智則 - スープレックス - ユリオカ超特Q - いつもここから - おぎやはぎ - X-GUN - りあるキッズ - せんたくばさみ - かくれんぼ - 粋なり                                       |
| 44     | 4月23日  | - ダイノジ - ホーム・チーム - ハローバイバイ - パックンマックン - プラスドライバー - マンブルゴッチ - 桧博明 - アクシャン - マイマイカブリ - 南野やじ                         |
| 45     | 4月30日  | - アンタッチャブル - Over Drive - テツandトモ - ランディーズ - 18KIN - 五明楼玉の輔 - 長井秀和 - オーディン - 自転車こぐよ - ワンダラーズ                                     |
| 46     | 5月7日   | - 底ぬけAIR-LINE - キングコング - アンバランス - インスタントジョンソン - バカリズム - ブラック・ボックス - 春風亭栄助 - ヴィスタ - クワバタオハラ - レイザーラモン           |
| 47     | 5月14日  | - ツインカム - アルファルファ - プロペラＺ - パペットマペット - 林家彦いち - フットボールアワー - 牛肉オレンヂ - T・O・K - いつもここから - ダーリンハニー                    |
| 48     | 5月21日  | - ますだおかだ - おぎやはぎ - 大隈いちろう - スピードワゴン - ハローバイバイ - ストロング・マイマイズ - 寒空はだか - サービスパンダ - 立川談生 - さゆみ・ひかり               |
| 49     | 5月28日  | - COWCOW - 江戸むらさき - 田上よしえ - プラスドライバー - 品川庄司 - 磁石 - きぐるみピエロ - スパローズ - 前田 健 - No.11                                                     |
| 50     | 6月4日   | - ホーム・チーム - ハリガネロック - アメリカザリガニ - ドランクドラゴン - 鉄拳 - エレキコミック - 末吉くん - ブラザーズ - やめまいだー - 理不人                               |
| 51     | 6月11日  | - アンジャッシュ - ルート33 - 次長課長 - 坂道コロコロ - X-GUN - ハレルヤ - 林家彦いち - せんたくばさみ - あいつら - アンバランス                                              |
| 52     | 6月18日  | - 北陽 - スマイリーキクチ - スウィング - バカリズム - 怪 人 社 - ダイノジ - 18KIN - Over Drive - SABOTEN - 三遊亭新潟                                                         |
| 53     | 6月25日  | - アルファルファ - カチコチキューピー - 陣内智則 - ダブルコセガレ - ダンディー坂野 - T・K・O - パックンマックン - FUJIWARA - フットボールアワー - ランディーズ                |
| 54     | 7月2日   | - オーケイ - シャカ - ズームエレファント - $10 - パペットマペット - バレッタ - ブラックマヨネーズ - ますだおかだ - メッセンジャー - ユリオカ超特Ｑ                            |
| 55     | 7月9日   | - アメリカザリガニ - サバンナ - バナナマン - 華丸・大吉 - プラスドライバー - 北京ゲンジ - ゴリけん - 西岡すみこ - 今井鳥井 - 大隈いちろう                                     |
| 56     | 7月16日  | - 江戸むらさき - 号泣 - 桧博明 - 衣川のぞむ - 海原やすよ・ともこ - ドランクドラゴン - ラブミーテンダー - インスタントジョンソン - 立川談生 - スキヤキ                         |
| 57     | 7月23日  | - アメデオ - プロペラZ - 粋なり - 火災報知器 - キングコング - パラシュート部隊 - ジェット☆キッズ - 磁石 - ロザン - パッチワーク                                               |
| 58     | 7月30日  | - ドランクドラゴン - ホーム・チーム - アンタッチャブル - 中川家 - ラーメンズ - Don Doko Don - テツandトモ - 田上よしえ - シャカ - 底ぬけAIR-LINE                              |
| 59     | 8月27日  | - バカリズム - 華丸・大吉 - FUJIWARA - アンバランス - スマイリーキクチ - いつもここから - サービスパンダ - クールズ - ポプラ並木 - ブラック団                                 |
| 60     | 9月3日   | - マギー審司 - ダイノジ - ますだおかだ - おぎやはぎ - ザブングル - 次長課長 - 北京ゲンジ - 友池・中林 - 坂道コロコロ - 立川笑志                                               |
| 61     | 9月10日  | - シャカ - 田上よしえ - $10 - パックンマックン - バナナマン - オーケイ - COWCOW - 3600モンキーズ - 林家彦いち - 耳なり                                                        |
| 62     | 9月17日  | - スピードワゴン - ツインカム - 北陽 - マイマイカブリ - ユリオカ超特Ｑ - シェイクダウン - T・K・O - ネギねこ調査隊 - 柳家喬太郎 - ラーメンズ                                  |
| 63     | 9月24日  | - 北京ゲンジ - バナナマン - アルファルファ - いつもここから - ダーリンハニー - ホーム・チーム - ブロードキャスト - 神田北陽 - 寒空はだか - サバンナ                           |
| 64     | 10月1日  | - Do-Yo - テツandトモ - 号泣 - はなわ - 18KIN - Over Drive - チャップリン - ボルサリーノ - ビリジアン - ヴェートーベン                                                        |
| 65     | 10月8日  | - 鉄拳 - 田上よしえ - 陣内智則 - マギー審司 - パペットマペット - 佐久間一行 - ホリ - スマイリーキクチ - 衣川のぞむ - 桧博明                                                   |
| 66     | 10月15日 | - プラスドライバー - ラーメンズ - アンジャッシュ - ますだおかだ - 坂道コロコロ - あばれヌンチャク - ノンストップバス - ハローバイバイ - 次長課長 - スウィング                 |
| 67     | 10月22日 | - 底ぬけAIR-LINE - $10 - 長井 秀和 - アメデオ - りあるキッズ - シャカ - バカリズム - やめまいだー - ビーム - 青木さやか                                                       |
| 68     | 10月29日 | - ハリガネロック - 飛石連休 - ツインカム - スピードワゴン - ドランクドラゴン - 前田健 - せんたくばさみ - 立川 笑志 - 360°モンキーズ                                           |
| 69     | 11月5日  | - 18KIN - あばれヌンチャク - ラーメンズ - 江戸むらさき - 粋なり - パペットマペット - インスタントジョンソン - シンドバット - おはよう。 - アンバランス                        |
| 70     | 11月12日 | - アンタッチャブル - アメリカザリガニ - 中川家 - 北京ゲンジ - ノンストップ - COWCOW - きぐるみピエロ - プロペラＺ - コントーズ - グレートチキンパワーズ                       |
| 71     | 11月19日 | - テツandトモ - 品川庄司 - マギー審司 - ドランクドラゴン - プラスドライバー - 火災報知器 - ビッキーズ - マイマイカブリ - 友池・中林 - 沙羅ばじゃ                              |
| 72     | 11月26日 | - パックンマックン - ルート33 - ホーム・チーム - 80% - は な わ - サバンナ - チョーダイ - アクシャン - 都営2号 - 冷やし中華はじめました                                       |
| 73     | 12月3日  | - あくび虫 - 杏 - おぎやはぎ - 坂道コロコロ - ちむりん - ツインカム - Do-Yo - ハイパント - ボルサリーノ - ライセンス                                                          |
| 74     | 12月10日 | - 青空 - アクシャン - DA-DA - 田上よしえ - ダイノジ - ダブルコセガレ - ブロードキャスト - ホーム・チーム - ますだおかだ - ランディーズ                                        |

### 2001年
| 放送回 | 放送日   | 出演者 |
| ------ | -------- | --- |
| 75     | 1月6日   | - オーケイ - $10 - 18KIN - アルファルファ - スガジー - ヴィスタ - 次長課長 - エレキコミック - ユリオカ超特Ｑ - 江戸むらさき                                                  |
| 76     | 1月13日  | - ダイノジ - 劇団ひとり - スタミナジャック - ラーメンズ - マルゴルゴッチ - ダンディ坂野 - シャカ - サービスパンダ - フットボールアワー - 福田哲平                            |
| 77     | 1月20日  | - 前田健 - ザブングル - グレートチキンパワーズ - プラスドライバー - DA-DA - アメデオ - ハリガネロック - Do-Yo - 品川庄司 - 北京ゲンジ                                        |
| 78     | 1月27日  | - 号泣 - 飛石連休 - ノンストップバス - ランディーズ - アンジャッシュ - テツandトモ - 怪人社 - 陣内智則 - 桧博明 - ダーリンハニー                                             |
| 79     | 2月3日   | - バカリズム - IMASOKAI - 華丸・大吉 - アンタッチャブル - 底ぬけAIR-LINE - はなわ - ランディーズ - アメリカザリガニ - 坂道コロコロ - 天津                                    |
| 80     | 2月10日  | - スパローズ - ダンディ坂野 - ワンダラーズ - 北京ゲンジ - テツandトモ - アンジャッシュ - ダイノジ - ケン坊田中・松田キビキビ - 喜屋武×喜屋武 - ノンキーズ                    |
| 81     | 2月17日  | - ドランクドラゴン - セニョリータ健蔵 - きぐるみピエロ - ケルンファロット - マギー審司 - Over Drive - ダーリンハニー - 村田渚 - シャカ - 品川庄司                            |
| 82     | 2月24日  | - 号泣 - あばれヌンチャク - アルファルファ - イヌがニャーと泣いた日 - ラリアッツ - スピードワゴン - 鉄拳 - ユリオカ超特Q - ツインカム - 華丸・大吉                           |
| 83     | 4月7日   | - Do-Yo - ブラック・ボックス - ニブンノゴ! - サービスパンダ - ピッキーズ - おぎやはぎ - スマイリーキクチ - いつもここから - はなわ - あくび虫                                |
| 84     | 4月14日  | - 怪人社 - キングコング - 青空 - 80% - パペットマペット - エレキコミック - 江戸むらさき - 福田哲平 - アルファルファ - ストロング・マイマイズ                                 |
| 85     | 4月21日  | - アメデオ - $10 - アメリカザリガニ - 18KIN - ラーメンズ - フットボールアワー - 立川笑志 - 粋なり - クワバタオハラ - イヌがニャーと泣いた日                                  |
| 86     | 5月5日   | - 北京ゲンジ - 磁石 - ザブングル - プラスドライバー - 飛石連休 - 底ぬけAIR-LINE - 北陽 - ブロードキャスト - 桧博明 - ハローバイバイ                                          |
| 87     | 5月12日  | - ルート33 - クールズ - 長井秀和 - ボンジャック - 村田渚 - アップダウン - マイマイカブリ - あばれヌンチャク - ユリオカ超特Q - バカリズム                                     |
| 88     | 5月19日  | - パペットマペット - きぐるみピエロ - ジグザグ - ランディーズ - いつもここから - チャップメン - 360°モンキーズ - ダンディ坂野 - ペナルティ                                   |
| 89     | 5月26日  | - G★MENS - おぎやはぎ - DA-DA - COWCOW - SABOTEN - マギー審司 - ロダン - ビッキーズ - せんたくばさみ                                                                         |
| 90     | 6月2日   | - ふらいぼう - NUTS - オジンオズボーン - 号泣 - ますだおかだ - ババリア - 飛石連休 - 中川家 - 矢野・兵動 - あくび虫                                                          |
| 91     | 6月9日   | - 佐久間一行 - タイムトラベラー - ホーム・チーム - だいたひかる - ジェット★キッズ - CUBE - アメリカザリガニ - ピッタンコ - 華丸・大吉 - サービスパンダ                       |
| 92     | 6月16日  | - スマイリーキクチ - エレキコミック - ロビンフット - レギュラー - 友池・中林 - 田上よしえ - 海原やすえ ともこ - 北京ゲンジ - ダブルブッキング - Do-Yo                        |
| 93     | 6月23日  | - 足軽エンペラー - ギャルソンズ - タカアンドトシ - Over Drive - アンタッチャブル - ラーメンズ - 品川庄司 - 江戸むらさき - ダンディ坂野 - ノンキーズ                          |
| 94     | 6月30日  | - プラスドライバー - おぎやはぎ - 長谷川雅紀 - 海原やすよ ともこ - バナナマン - シャカ - ビタミンC - はなわ - ハレルヤ - アメリカザリガニ                                    |
| 95     | 7月7日   | - ダイノジ - 18KIN - テツandトモ - 坂道コロンブス - 田上よしえ - イヌがニャーと泣いた日 - ユリオカ超特Q - 火災報知器 - Do-Yo - 陣内智則                                      |
| 96     | 7月14日  | - アルファルファ - マギー審司 - パペットマペット - フットボールアワー - ブラックマヨネーズ - いつもここから - オレたち定食 - ますだおかだ - ハリガネロック - ポプラ並木      |
| 97     | 7月21日  | 明石花火大会歩道橋事故による緊急報道のため休止。9月1日に振替放送。 |
| 98     | 7月28日  | - マンブルゴッチ - 青空 - 柳家喬太郎 - シャカ - 熊本キリン - 枠なり - だいたひかる - 青木さやか - 号泣 - 華丸・大吉                                                          |
| 99     | 8月8日   | - エルシャラカーニ - 江戸むらさき - ペナルティ - ますだおかだ - 長井秀和 - 耳なり - おぎやはぎ - サバンナ - トップリード - マイマイカブリ                                    |
| 97     | 9月1日   | - アンジャッシュ - ストロング・マイマイズ - あばれヌンチャク - 飛石連休 - 立川笑志 - イヌがニャーと泣いた日 - ビッキーズ - ザブングル - ニブンノゴ! - インスタントジョンソン |
| 100    | 9月8日   | - 村田渚 - マギー審司 - タカアンドトシ - 磁石 - バカリズム - パックンマックン - 喜屋武×喜屋武 - キングオブコメディ - 坂道コロンブス - ロザン                                 |
| 101    | 9月22日  | - チョーダイ - ダイノジ - 18KIN - ブロードキャスト - 星野卓也 - アンタッチャブル - パペットマペット - オーケイ - スマイリーキクチ - ジェット★キッズ                          |
| 102    | 9月29日  | - スパローズ - ホーム・チーム - ライセンス - あくび虫 - ランディーズ - ジグザグ - テツandトモ - アメデオ - 福田哲平 - スピードワゴン                                         |
| 103    | 10月6日  | - プラスドライバー - $10 - はにわ - ユリオカ超特Q - ニブンノゴ! - ノンキーズ - イヌがニャーと泣いた日 - マイマイカブリ - クールズ - マッピー                                 |
| 104    | 10月13日 | - チュートリアル - バズーカルーム - 5番6番 - 飛石連休 - 号泣 - 青木さやか - 次長課長 - アンジャッシュ - バカリズム - ザブングル                                              |
| 105    | 10月20日 | - 松田大輔 - ラーメンズ - アクシャン - あばれヌンチャク - 陣内智則 - パックンマックン - ペナルティ - 枠なり - 長井秀和 - マンブルゴッチ                                      |
| 106    | 10月27日 | - だいたひかる - テツandトモ - エレキコミック - ホーム・チーム - ロザン - 江戸むらさき - アルファルファ - タカアンドトシ - カンカラ - ダンディ坂野                           |

### 2002年
| 放送回 | 放送日  | 出演者       |
| ------ | ------- | ------------ |
| 127    | 5月18日 | 麒麟、超新塾 |

### 2003年
| 放送回 | 放送日  | 出演者            |
| ------ | ------- | ----------------- |
| 164    | 4月25日 | ハマカーン        |
| 170    | 6月13日 | パンクブーブー    |
| 174    | 7月11日 | タイムマシーン3号 |
| 180    | 9月26日 | ダイアン          |

### 2004年
| 放送回 | 放送日  | 出演者 |
| ------ | ------- | ------ |
| 205    | 7月10日 | 千鳥   |

### 2005年
| 放送回 | 放送日   | 出演者               |
| ------ | -------- | -------------------- |
| 220    | 2月19日  | NON STYLE            |
| 230    | 6月4日   | ピース               |
| 234    | 7月9日   | ファミリーレストラン |
| 250    | 11月12日 | プラス・マイナス     |

### 2006年
| 放送回 | 放送日  | 出演者   |
| ------ | ------- | -------- |
| 260    | 4月7日  | 狩野英孝 |
| 264    | 5月12日 |          |

### 2007年
| 放送回 | 放送日  | 出演者         |
| ------ | ------- | -------------- |
| 291    | 1月12日 | 超新塾         |
| 293    | 1月26日 | 風藤松原       |
| 300    | 4月20日 | 藤崎マーケット |
| 301    | 5月4日  |                |
| 305    | 6月1日  | 超新塾         |
| 308    | 6月22日 | 5GAP           |
| 317    | 9月28日 | 超新塾         |
| 323    | 11月9日 | 超新塾         |

### 2008年
| 放送回 | 放送日  | 出演者                 |
| ------ | ------- | ---------------------- |
| 341    | 4月24日 | オードリー             |
| 342    | 5月1日  | チョコレートプラネット |
| 348    | 6月12日 | 超新塾                 |

## 番組記録
同数の場合は達成順。
| 順位 | 芸名           | 回数 |
| ---- | -------------- | ---- |
| 1    | 号泣           | 32   |
| 2    | ホーム・チーム | 29   |
| 3    | シャカ         | 27   |
| 3    | 18KIN          | 27   |
| 3    | ユリオカ超特Q  | 27   |
| 6    | 坂道コロンブス | 26   |
| 6    | 江戸むらさき   | 26   |
| 6    | キャン×キャン  | 26   |
| 6    | ハレルヤ       | 26   |
| 10   | 飛石連休       | 25   |
| 10   | 5番6番         | 25   |
| 10   | 星野卓也       | 25   |
| 10   | 火災報知器     | 25   |
| 10   | 三拍子         | 25   |
| 10   | ハマカーン     | 25   |

| 順位 | 芸名              | 回数 |
| ---- | ----------------- | ---- |
| 1    | ホーム・チーム    | 25   |
| 2    | 江戸むらさき      | 23   |
| 2    | ハマカーン        | 23   |
| 4    | キャン×キャン     | 22   |
| 4    | 三拍子            | 22   |
| 6    | タイムマシーン3号 | 21   |
| 7    | テツandトモ       | 20   |
| 7    | アンタッチャブル  | 20   |
| 7    | ユリオカ超特Q     | 20   |
| 7    | 号泣              | 20   |
| 7    | 東京03            | 20   |
| 7    | 流れ星            | 20   |
| 7    | 超新塾            | 20   |

| 順位 | 芸名                   | 回数 |
| ---- | ---------------------- | ---- |
| 1    | Hi-Hi                  | 16   |
| 2    | ダンディ坂野           | 15   |
| 3    | 坂道コロンブス         | 14   |
| 4    | バカリズム             | 13   |
| 4    | ビーム                 | 13   |
| 6    | きぐるみピエロ         | 12   |
| 6    | 号泣                   | 12   |
| 6    | 火災報知器             | 12   |
| 9    | イヌがニャーと泣いた日 | 11   |
| 9    | ヴェートーベン         | 11   |
| 9    | チョップリン           | 11   |
| 9    | どきどきキャンプ       | 11   |

- 個人単位での最多出演者は東京03の豊本明長と飯塚悟志で、アルファルファ時代を含めると46回（アルファルファで22回、東京03で24回）出場している。

| 順位 | 芸名              | 回数 |
| ---- | ----------------- | ---- |
| 1    | 流れ星            | 20   |
| 1    | タイムマシーン3号 | 20   |
| 3    | タカアンドトシ    | 18   |
| 4    | ますだおかだ      | 17   |
| 4    | ハマカーン        | 17   |
| 4    | U字工事           | 17   |
| 7    | アメリカザリガニ  | 16   |
| 7    | 陣内智則          | 16   |
| 7    | 三拍子            | 16   |
| 10   | ホーム・チーム    | 15   |
| 10   | トータルテンボス  | 15   |
| 12   | ハリガネロック    | 14   |
| 12   | 超新塾            | 14   |
| 14   | プラスドライバー  | 12   |
| 14   | ルート33          | 12   |
| 16   | 飛石連休          | 11   |
| 16   | パンクブーブー    | 11   |
| 18   | ツインカム        | 10   |
| 18   | マギー審司        | 10   |
| 18   | 佐久間一行        | 10   |
| 18   | NON STYLE         | 10   |
| 18   | 磁石              | 10   |
| 18   | Bコース           | 10   |
| 18   | えんにち          | 10   |
| 18   | ブロードキャスト  | 10   |

| 順位 | 芸名                   | 回数 |
| ---- | ---------------------- | ---- |
| 1    | きぐるみピエロ         | 10   |
| 1    | Hi-Hi                  | 10   |
| 1    | ヴェートーベン         | 10   |
| 4    | ビーム                 | 8    |
| 4    | トップリード           | 8    |
| 4    | こんらんチョップ       | 8    |
| 4    | メインストリート       | 8    |
| 8    | 北京ゲンジ             | 7    |
| 8    | ザブングル             | 7    |
| 8    | ふうらいぼう。         | 7    |
| 8    | コア                   | 7    |
| 8    | オードリー             | 7    |
| 13   | ダブルコセガレ         | 6    |
| 13   | 360°モンキーズ         | 6    |
| 13   | クワバタオハラ         | 6    |
| 13   | 火災報知器             | 6    |
| 13   | 爆烈Q                  | 6    |
| 13   | エルシャラカーニ       | 6    |
| 13   | ストロング・マイマイズ | 6    |
| 13   | ダーリンハニー         | 6    |
| 13   | どきどきキャンプ       | 6    |
| 13   | あきげん               | 6    |
| 13   | ミスマッチグルメ       | 6    |

| 順位 | 芸名              | 回数 |
| ---- | ----------------- | ---- |
| 1    | パンクブーブー    | 11   |
| 2    | タイムマシーン3号 | 9    |
| 3    | アンジャッシュ    | 8    |
| 4    | ますだおかだ      | 7    |
| 4    | アンタッチャブル  | 7    |
| 4    | タカアンドトシ    | 7    |
| 4    | 三拍子            | 7    |
| 8    | ハマカーン        | 6    |
| 8    | トータルテンボス  | 6    |
| 8    | U字工事           | 6    |
| 11   | 陣内智則          | 5    |
| 11   | 超新塾            | 5    |
| 13   | ハリガネロック    | 4    |
| 13   | ダイノジ          | 4    |
| 13   | 麒麟              | 4    |
| 13   | ホーム・チーム    | 4    |
| 13   | 流れ星            | 4    |
| 13   | ななめ45°         | 4    |

- なお、非公式ではあるがスパローズも後継番組であるオンバト+の戦績を通算すると番組ワーストタイとなる10連敗を記録している[注 7]。

| 順位 | 芸名               | KB  | 収録場所       |
| ---- | ------------------ | --- | -------------- |
| 1    | ますだおかだ       | 545 | 大阪府・大阪市 |
| 1    | タイムマシーン3号  | 545 | 山口県・山口市 |
| 1    | 上々軍団           | 545 | 愛媛県・松山市 |
| 4    | ハリガネロック     | 541 | 広島県・広島市 |
| 4    | アンタッチャブル   | 541 | 北海道・北見市 |
| 4    | プラスマイナス     | 541 | 静岡県・富士市 |
| 7    | 陣内智則           | 537 | 大阪府・大阪市 |
| 7    | パンクブーブー     | 537 | 長崎県・長崎市 |
| 7    | イシバシハザマ     | 537 | 静岡県・富士市 |
| 10   | $10                | 533 | 東京・渋谷     |
| 10   | キャン×キャン      | 533 | 東京・渋谷     |
| 10   | しんのすけとシャン | 533 | 長野県・東御市 |
| 13   | アンジャッシュ     | 529 | 東京・渋谷     |
| 13   | スマイリーキクチ   | 529 | 東京・渋谷     |
| 13   | タカアンドトシ     | 529 | 東京・渋谷     |
| 13   | 三拍子             | 529 | 北海道・北見市 |
| 13   | 南の風(風力3)      | 529 | 北海道・北見市 |
| 13   | トータルテンボス   | 529 | 東京・渋谷     |
| 13   | 流れ星             | 529 | 東京・渋谷     |
| 13   | 我が家             | 529 | 東京・渋谷     |
| 13   | 超新塾             | 529 | 東京・渋谷     |

| 順位 | 芸名                   | KB  | 収録場所         |
| ---- | ---------------------- | --- | ---------------- |
| 1    | スピードワゴン         | 461 | 長崎県・長崎市   |
| 1    | パッション屋良         | 461 | 福井県・春江町   |
| 3    | にのうらご             | 453 | 福井県・春江町   |
| 3    | 東京03                 | 453 | 静岡県・富士市   |
| 5    | 江戸むらさき           | 449 | 北海道・札幌市   |
| 5    | 響                     | 449 | 福井県・春江町   |
| 7    | Hi-Hi                  | 445 | 広島県・廿日市市 |
| 8    | 南野やじ               | 441 | 北海道・北見市   |
| 9    | ランディーズ           | 437 | 大阪府・大阪市   |
| 10   | イヌがニャーと泣いた日 | 433 | 宮城県・仙台市   |
| 10   | 5番6番                 | 433 | 東京・渋谷       |
| 10   | 佐久間一行             | 433 | 東京・渋谷       |
| 10   | 風藤松原               | 433 | 三重県・桑名市   |
| 10   | CUB&MUSI               | 433 | 群馬県・高崎市   |
| 15   | ビックスモールン       | 429 | 東京・渋谷       |
| 15   | 飛石連休               | 429 | 福井県・春江町   |

| 順位 | 芸名                   | KB | 収録場所   |
| ---- | ---------------------- | -- | ---------- |
| 1    | グレートチキンパワーズ | 93 | 東京・渋谷 |
| 1    | 友池中林               | 93 | 東京・渋谷 |
| 1    | あくび虫               | 93 | 東京・渋谷 |
| 1    | ヤツる                 | 93 | 東京・渋谷 |
| 5    | びゅんびゅん           | 97 | 東京・渋谷 |
| 5    | 80%                    | 97 | 東京・渋谷 |

| 順位 | 芸名             | KB  | 収録場所       |
| ---- | ---------------- | --- | -------------- |
| 1    | T・K・O          | 270 | 東京・渋谷     |
| 2    | ノンストップバス | 273 | 東京・渋谷     |
| 3    | キャン×キャン    | 281 | 東京・渋谷     |
| 4    | COLORS           | 285 | 東京・渋谷     |
| 5    | 我が家           | 289 | 東京・渋谷     |
| 6    | オーケイ         | 293 | 大阪府・大阪市 |
| 6    | X-GUN            | 293 | 東京・渋谷     |
| 6    | 18KIN            | 293 | 東京・渋谷     |
| 6    | ギャルソンズ     | 293 | 東京・渋谷     |
| 6    | 5番6番           | 293 | 東京・渋谷     |

- 東京収録に限定した最高KBはタイムマシーン3号が記録した537KB。
- 東京収録に限定した最高オフエアKBは5番6番と佐久間一行が記録した433KB。
- 地方収録に限定した最低オンエアKBはオーケイが大阪府・大阪市収録で記録した293KB。
- 最低KBは、実際に計量を行った芸人に限定するとグレートチキンパワーズ、友池中林、あくび虫、ヤツるが記録した93KB（グレートチキンパワーズのバケツの重量は93KB、残り3組のバケツの重量は89KB）。
- 地方収録に限定した最低KBはYes-manが三重県・桑名市で記録した101KB。
- なお、非公式ではあるがヒコロヒーが2019年の特別復活版「爆笑オンエアバトル2019」にて、481KBで最高オフエアを記録している。

| 順位 | 芸名               | KB | 収録場所   | 理由 |
| ---- | ------------------ | -- | ---------- | --- |
| 1    | はなわ             | 0  | 東京・渋谷 | 本番中にネタを忘れてしまい、自ら計量を辞退した。 （本番後に実施した計量では401KBで4位オンエアであった。これによりキャン×キャンが繰り上げでオンエア）        |
| 1    | どーよ             | 0  | 東京・渋谷 | タイムオーバーによる失格。（ただし、なすなかにしはオンエア率には含まれていない）                                                                            |
| 1    | なすなかにし       | 0  | 東京・渋谷 | タイムオーバーによる失格。（ただし、なすなかにしはオンエア率には含まれていない）                                                                            |
| 1    | キングオブコメディ | 0  | 東京・渋谷 | 収録後にメンバーの不祥事が発覚し（冤罪・不起訴）、出演を辞退した。 （実際の計量は417KBで3位オンエアであった。これによりノンスモーキンが繰り上げでオンエア） |
| 1    | ハマカーン         | 0  | 東京・渋谷 | スタッフの不手際によりネタの最中に終了のジングルが流れてしまい、ネタを続けられなかったため審査対象外となった。                                              |

| 順位 | 芸名           | 票数 |
| ---- | -------------- | ---- |
| 1    | U字工事        | 7658 |
| 2    | ノンスモーキン | 4523 |
| 3    | ななめ45°      | 4476 |
| 4    | マシンガンズ   | 4366 |
| 5    | ハライチ       | 3933 |

| 順位 | 芸名             | 票数 |
| ---- | ---------------- | ---- |
| 1    | ミスマッチグルメ | 306  |
| 2    | 天津             | 663  |
| 3    | Wエンジン        | 774  |
| 4    | ニレンジャー     | 810  |
| 5    | マッサジル       | 827  |

## 歴代司会者
タカアンドトシ以外はNHKアナウンサー（神田は当時）。後の第○期は担当したシーズン（チャンピオン大会も）。司会者がチャンピオン大会ファイナルを最後に交代することもある。
- 伊藤雄彦（1999年3月27日 - 2000年3月25日）：第1期 - 第2期
- 森下和哉（2000年4月1日 - 2002年4月6日）：第3期 - 第4期
- 高山哲哉（2002年4月13日 - 2003年3月22日）：第5期
- 藤崎弘士（2003年4月4日 - 2005年3月26日）：第6期 - 第7期
- 塚原愛（2005年4月2日 - 2007年3月24日）：第8期 - 第9期
- 神田愛花（2007年4月6日 - 2008年3月21日）：第10期
- 小松宏司（2008年4月3日 - 2010年3月26日）：第11期 - 第12期
- タカアンドトシ（復活特番）

## チャンピオン大会
爆笑オンエアバトルでは、年間王者を決めるため年に一度『爆笑オンエアバトル チャンピオン大会』が開催される。
原則的に、以下の出場条件のいずれかを満たした組が出場し年間王者を決定する。
- 前回大会のチャンピオン
- 期間内にオンエアを規定回数以上勝ち取り、その合計KBランキングで上位に入る

## 番外コーナー
2007年度から、番組の最後に番外コーナーが加えられた。

### 今回のオンエア
2007年度の番外コーナー。その回にオンエアされた芸人やネタを司会の神田アナが改めて紹介する。2008年頃は「チャンピオン大会への道」として3から4勝目を挙げた芸人も取り上げた。

### オンバトヒーローズ
2008年度の番外コーナー。番組10周年目突入記念として、過去に常連として出場していた芸人が登場し、当時の映像を挟みながらその頃の番組での思い出などを語る。コーナーの最後は、登場した芸人が来週の出場芸人の紹介のフリを行う。

### オンバトPREMIUM
2009年度の番外コーナー。

#### 4月 - 8月
毎回チャンピオン大会への出場が決定した芸人（つまり前回の放送で会場審査1位を獲得した芸人）や出場経験のあるOB芸人がゲストとして出演し、番組に関するトークとネタを行う形式だった。この時のネタの収録は「爆笑トライアウト」と併せて行われるが、ななめ45°のみオンバト本編の収録（地方大会）で行われた。

#### 9月 - 1月
番組常連だったOB芸人5組が出演し、オンバト現役時代の成績や思い出を振り返った後、以下の形式の対抗戦で大喜利などバラエティ形式の企画を行って「芸人魂」を競う。2009年放送分は、2チームに分かれての対抗戦、2010年放送分 / グループごとの対抗戦である。MCは小松アナと回ごとのゲストの中から選ばれた芸人が担当した。
コーナー内の企画は以下の通りで、放送1回につきこの中から3種類が行われる。
- 効果バッチリでサプライズ! - 新しい栄養ドリンクの名前と、その効果（どんな人に効果バッチリか）を考案する。
- 新ユニットでサプライズ! - 新しいお笑いユニットの名前とメンバーを考案する。
- 空気イスでサプライズ! - テーブルに座るメンバーの中から「空気イス」をしている者を当てる。
- ジャッジペーパーでサプライズ! - ゲストたちの、過去のオンバト本編で実際に書かれたジャッジペーパーの内容を当てる。
- 時代劇でサプライズ! - 小道具のカツラと刀を使い、斬られた時の面白い一言を考案する。

| 放送月 | 出場芸人       | 出場芸人           | 出場芸人         | 出場芸人       | 司会           | ゲスト   |
| ------ | -------------- | ------------------ | ---------------- | -------------- | -------------- | -------- |
| 9月    | エレキコミック | ダンディ坂野       | いつもここから   | キャン×キャン  | ハリガネロック | -        |
| 10月   | テンダラー     | 三拍子             | パックンマックン | ザブングル     | ますだおかだ   | -        |
| 11月   | エレキコミック | ダンディ坂野       | パックンマックン | スピードワゴン | ますだおかだ   | -        |
| 1月    | 東京03         | キングオブコメディ | 流れ星           | -              | ますだおかだ   | カンカラ |

## プラチナバトラー&ゴールドバトラー
2004年7月31日に放送された「サマースペシャル2004」において、プラチナバトラーおよびゴールドバトラーの2つの称号が新たに創設された。これらの称号は番組への出場回数やオンエア回数に関連しているため、これらの称号を認定されるということは、爆笑オンエアバトルに深く関わりその歴史を築き上げた代表的な芸人であると言える。
認定者には記念トロフィーが贈呈される。しかし認定後からトロフィー贈呈まで期間が開くことがあり、2008年度ゴールドバトラー認定の我が家には、2012年放送の『笑・神・降・臨』の収録後に贈呈されたというケースがある。

### プラチナバトラー
チャンピオン大会で、チャンピオンになった芸人に与えられる称号である。プラチナバトラーは8組いる（爆笑オンエアバトル チャンピオン大会#歴代チャンピオンの項目も参照）。
| No. | 名前             | 備考                               |
| --- | ---------------- | ---------------------------------- |
| 1   | DonDokoDon       | 初代チャンピオン                   |
| 2   | ルート33         | 2代目・3代目チャンピオン           |
| 3   | ハリガネロック   | 4代目チャンピオン                  |
| 4   | アンジャッシュ   | 5代目チャンピオン                  |
| 5   | アンタッチャブル | 6代目チャンピオン                  |
| 6   | タカアンドトシ   | 7代目・8代目チャンピオン           |
| 7   | NON STYLE        | 9代目チャンピオン                  |
| 8   | トータルテンボス | 10代目・11代目・12代目チャンピオン |

### ゴールドバトラー
以下に示す2つの条件のうち、1つ以上を満たしている芸人に与えられる称号である。
1. 挑戦回数が15回以上であり、かつ、オンエア率（勝率）が7割5分以上である
2. オンエア回数が20回以上ある（20勝以上である）

ただし、どちらの場合も初挑戦から認定時点まで解散や活動停止などをせず、同じグループで活動していることが大前提である。

#### ゴールドバトラーに認定された芸人
ゴールドバトラーの資格を満たしているのは次の44組である（ナンバーは公式ホームページによるもの）。
2004年サマースペシャルで認定
| No. | 名前             | オンエア率（勝率） | オンエア率（勝率） | 備考     |
| No. | 名前             | 認定時             | 終了時             | 備考     |
| --- | ---------------- | ------------------ | ------------------ | -------- |
| 1   | ますだおかだ     | 17/17（1.000）     | 17/17（1.000）     | 全勝     |
| 2   | アメリカザリガニ | 16/16（1.000）     | 16/16（1.000）     | 全勝     |
| 3   | 陣内智則         | 16/16（1.000）     | 16/16（1.000）     | 全勝     |
| 4   | アンタッチャブル | 19/21（0.904）     | 20/22（0.909）     |          |
| 5   | 江戸むらさき     | 23/26（0.884）     | 23/26（0.884）     | 20勝達成 |
| 6   | ホーム・チーム   | 21/24（0.875）     | 25/29（0.862）     | 20勝達成 |
| 7   | いつもここから   | 14/16（0.875）     | 14/16（0.875）     |          |
| 8   | テツandトモ      | 20/23（0.865）     | 20/23（0.865）     | 20勝達成 |
| 9   | アンジャッシュ   | 17/20（0.850）     | 17/20（0.850）     |          |
| 10  | ダイノジ         | 16/19（0.842）     | 16/19（0.842）     |          |
| 11  | ドランクドラゴン | 16/19（0.842）     | 16/19（0.842）     |          |
| 12  | $10              | 13/16（0.812）     | 13/16（0.812）     |          |
| 13  | 田上よしえ       | 14/18（0.777）     | 17/23（0.739）     |          |
| 14  | ラーメンズ       | 13/17（0.764）     | 13/17（0.764）     |          |
| 15  | 博多華丸・大吉   | 13/17（0.764）     | 13/17（0.764）     |          |
| 16  | スピードワゴン   | 15/20（0.750）     | 15/20（0.750）     |          |
| 17  | はなわ           | 15/19（0.789）     | 15/19（0.789）     |          |

第7回チャンピオン大会ファイナルにて認定
| No. | 名前           | オンエア率（勝率） | オンエア率（勝率） | 備考     |
| No. | 名前           | 認定時             | 終了時             | 備考     |
| --- | -------------- | ------------------ | ------------------ | -------- |
| 18  | タカアンドトシ | 15/15（1.000）     | 18/18（1.000）     | 全勝     |
| 19  | キャン×キャン  | 14/18（0.777）     | 22/26（0.846）     |          |
| 20  | ユリオカ超特Q  | 20/26（0.769）     | 20/27（0.740）     | 20勝達成 |
| 21  | 飛石連休       | 15/20（0.750）     | 18/25（0.720）     |          |

第8回チャンピオン大会ファイナルにて認定
| No. | 名前     | オンエア率（勝率） | オンエア率（勝率） | 備考     |
| No. | 名前     | 認定時             | 終了時             | 備考     |
| --- | -------- | ------------------ | ------------------ | -------- |
| 22  | 号泣     | 20/32（0.625）     | 20/32（0.625）     | 20勝達成 |
| 23  | 三拍子   | 14/17（0.823）     | 22/25（0.880）     |          |
| 24  | 磁石     | 12/16（0.750）     | 17/21（0.809）     |          |
| 25  | カンカラ | 14/18（0.777）     | 14/18（0.777）     |          |

第9回チャンピオン大会ファイナルにて認定
| No. | 名前             | オンエア率（勝率） | オンエア率（勝率） | 備考 |
| No. | 名前             | 認定時             | 終了時             | 備考 |
| --- | ---------------- | ------------------ | ------------------ | ---- |
| 26  | ハマカーン       | 15/17（0.882）     | 23/25（0.920）     |      |
| 27  | トータルテンボス | 12/15（0.800）     | 17/20（0.850）     |      |
| 28  | 佐久間一行       | 12/15（0.800）     | 17/22（0.772）     |      |

第10回チャンピオン大会ファイナルにて認定（放送で紹介はなし）
| No. | 名前              | オンエア率（勝率） | オンエア率（勝率） | 備考 |
| No. | 名前              | 認定時             | 終了時             | 備考 |
| --- | ----------------- | ------------------ | ------------------ | ---- |
| 29  | 流れ星☆           | 16/16（1.000）     | 20/20（1.000）     | 全勝 |
| 30  | 超新塾            | 16/17（0.941）     | 20/21（0.952）     |      |
| 31  | タイムマシーン3号 | 17/18（0.944）     | 21/22（0.954）     |      |
| 32  | パンクブーブー    | 14/16（0.875）     | 19/21（0.904）     |      |
| 33  | 東京03            | 16/19（0.842）     | 20/24（0.833）     |      |
| 34  | U字工事           | 12/15（0.800）     | 17/20（0.850）     |      |
| 35  | オジンオズボーン  | 16/21（0.762）     | 17/24（0.708）     |      |

2008年度のゴールドバトラー
| No. | 名前                   | オンエア率（勝率） | オンエア率（勝率） | 備考 |
| No. | 名前                   | 認定時             | 終了時             | 備考 |
| --- | ---------------------- | ------------------ | ------------------ | ---- |
| 36  | 我が家                 | 14/16（0.875）     | 14/16（0.875）     |      |
| 37  | ハイキングウォーキング | 13/16（0.812）     | 14/17（0.823）     |      |
| 38  | エレファントジョン     | 12/15（0.800）     | 12/17（0.705）     |      |
| 39  | プラス・マイナス       | 12/15（0.800）     | 12/17（0.705）     |      |
| 40  | Bコース                | 13/17（0.764）     | 13/17（0.764）     |      |
| 41  | ラバーガール           | 13/17（0.764）     | 15/19（0.789）     |      |

2009年度のゴールドバトラー
| No. | 名前       | オンエア率（勝率） | オンエア率（勝率） | 備考 |
| No. | 名前       | 認定時             | 終了時             | 備考 |
| --- | ---------- | ------------------ | ------------------ | ---- |
| 42  | イワイガワ | 14/15（0.933）     | 14/15（0.933）     |      |
| 43  | THE GEESE  | 13/17（0.764）     | 13/17（0.764）     |      |
| 44  | 上々軍団   | 12/16（0.750）     | 12/16（0.750）     |      |

#### 備考
- プラチナバトラーとゴールドバトラー両方の称号を持つのはアンジャッシュ、アンタッチャブル、タカアンドトシ、トータルテンボスの4組である。
- 以下の2組は条件を満たしたが、ゴールドバトラーではない。

| 名前             | オンエア率（勝率） | オンエア率（勝率） | 備考                                   |
| 名前             | 認定時             | 終了時             | 備考                                   |
| ---------------- | ------------------ | ------------------ | -------------------------------------- |
| アルファルファ   | 17/22（勝率0.772） | 17/22（勝率0.772） | 東京03結成のため                       |
| プラスドライバー | 14/16（勝率0.875） | 14/16（勝率0.875） | 解散のため（その後角田晃広は東京03に） |

- ゴールドバトラー認定後に解散した例（号泣、ホーム・チーム、Bコース、エレファントジョン）、敗戦でオンエア率が下がったことにより条件を満たさなくなった例（田上よしえ、飛石連休、オジンオズボーン、エレファントジョン、プラス・マイナス）もあるが、それに伴っての称号剥奪などは過去一度も行われていない。そのためゴールドバトラー認定条件は、あくまで「認定時点でその条件をクリアしているか」のみが基準になっているものと考えられる。
- ゴールドバトラーの称号を持っている中で、博多華丸・大吉のみチャンピオン大会出場を果たしていない。

## 特別番組

### 番外編・特別編
- 1999年度から2000年度 / 主に番組の裏側・ハプニングなどが放送される。
- 2004年度から2005年度 / チャンピオン大会の出場者を紹介する（2004年度は熱唱編も紹介される）。

### 夏冬特番
夏・冬休みにスペシャルが放送され、芸人がグループの枠を取り払って出演する合同コントがメインで、審査はなく常連組のお祭り的要素が強い。

#### 夏休み
- 1999年度（1999年8月7日） - 第1回チャンピオン大会
- 2000年度（2000年8月5日） - サマースペシャル / テーマに沿ったコントを披露。
- 2001年度（2001年8月11日・25日） - サマースペシャル2001
- 2002年度（2002年8月17日） - サマースペシャル2002
- 2003年度（2003年8月1日深夜） - サマースペシャル2003
- 2004年度（2004年7月31日深夜） - サマースペシャル2004 / プラチナバトラーとゴールドバトラーが新たに創設した。

#### 冬休み
- 1999年度（1999年12月25日深夜） - リクエストコレクション
- 2000年度（2000年12月16日深夜） - 今世紀最後のスペシャル
- 2001年度（2002年1月1日） - ニューイヤースペシャル
- 2002年度
  - 年末（2002年12月31日深夜） - 新春蔵出しスペシャル / ハリガネロック（当時のチャンピオン）がMCとなり、過去の映像を放送する。
  - 年始（2003年1月4日） - ウィンタースペシャル
- 2003年度（年末年始深夜） - チャンピオン大会の再放送 / 冒頭1分間アンジャッシュ（上と同じ）の解説を加えて放送する。
- 2004年度（年末年始深夜） - 冬の陣 / 隔週となり回数の少なかった2004年度は、爆笑編・熱唱編を3夜連続で同時に放送する。

### 渋谷DEどーも 爆笑オンエアライブ
2005年5月4日に渋谷DEどーも'05の一環として、13:05 - 14:14に生放送された特別番組。司会は藤崎アナと塚原アナが務め、出演芸人はハマカーン・超新塾・ペナルティ・ななめ45°・三拍子・カンカラ・タイムマシーン3号・タカアンドトシ・アンジャッシュの9組である。内容は1ブロックに3組ずつのネタ披露の他、藤崎アナとのトーク（最終ブロックは除く）や塚原アナが司会の渋谷DEどーも内にて視聴者とのふれあいを行った。

### 成人の日スペシャル
2006年1月9日には成人の日スペシャルとして、20:00 - 21:58（20:45 - 21:15はニュースのため中断）の2時間特別番組として放送され、番組史上初のゴールデンタイム進出となった。従来から成人の日にはNHKホールを会場にNHK青年の主張全国コンクール→青春メッセージ（2004年まで）→ライブジャム（2005年のみ）といった生放送番組を編成してきたが、それらの定例特番の廃止（当時の橋本元一NHK会長の意向によるもの）に伴う代替企画として、2005年度は「爆笑オンエアバトル・成人の日スペシャル」が放送された。司会は塚原アナ。
- 第1部は、オンエアバトル卒業生5組（テツandトモ・ますだおかだ・長井秀和・陣内智則・アンジャッシュ）と、7代目チャンピオンのタカアンドトシが登場（出演順）。それぞれ初期のネタや、チャンピオン大会で披露したネタなどを再現した。
- 第2部では、将来有望な若手芸人12組（タイムマシーン3号・トータルテンボス・流れ星・イワイガワ・ハレルヤ・三拍子・火災報知器・ななめ45°・ハマカーン・超新塾・NON STYLE・パンクブーブー）がそれぞれ他のコンビとユニットを編成し合同コントに挑戦。2部のみタカアンドトシが司会で参加した。
- 視聴率は第1部が6.1%、第2部が4.1%（関東地区）。

### プラチナ&ゴールドバトラースペシャル
2006年8月18日深夜に1時間特番として放送。
- 司会は塚原アナと伊藤アナが務め、放送時点でのプラチナバトラーとゴールドバトラーを紹介する。
  - 常連だった頃を振り返ってのインタビューと出場時のネタがダイジェストで構成され、アンジャッシュ・アンタッチャブルやタカアンドトシとのトークも行われた。
  - この放送ではゴールドバトラーの認定条件が説明されたが、認定後に条件から外れた田上よしえと飛石連休もゴールドバトラーとして紹介されていた。
  - 編成の都合で遅れ放送となった山形放送局での放送では、卍マークの入った衣装に編集上でモザイクが施された。

### オンエアバトルデラックス タカアンドトシの言葉か!
2007年8月17日に22:00 - 22:58の1時間特番として放送された。司会のタカアンドトシと常連として出演していた若手芸人11組（トータルテンボス、U字工事、NON STYLE、三拍子、東京03、THE GEESE、ハイキングウォーキング、イワイガワ、ハマカーン、パンクブーブー、ザ・たっち）が出演した。
- 内容は以下の通りである。
  - タカアンドトシの漫才でおなじみのテーマに沿って「○○か!」を使用した1分前後の漫才を披露する「挑戦!○○か!漫才」
  - 言葉をテーマにしたコント・流行語の別な意味を考える「挑戦!オモシロ辞書」
  - 写真や映像にセリフを付ける（磯山さやかが司会・判定を行った）「ビジュアル大喜利」
  - 他にも、ゲストの加賀美幸子との対談や萩原流行による朗読も行われた。

### オンエアバトルデラックス タカアンドトシの正月か!
2008年1月3日23:40 - 翌0:27に放送された正月特別番組である。司会のタカアンドトシ・東原亜希と常連として出演している若手芸人12組（イワイガワ、狩野英孝、THE GEESE、ザ・たっち、弾丸ジャッキー、東京03、トータルテンボス、ハイキングウォーキング、ハマカーン、パンクブーブー、U字工事、ラバーガール）が出演した。
- 内容は前回と同様の『ビジュアル大喜利』の他、前回の趣旨に正月要素をプラスした『爆笑!ボケかるた』、『獅子舞DE古今東西』、ネタに関するフリートークとネタ披露に加え、弾丸ジャッキーが出初め式の練習に参加した模様も放送された。

### ヒーローたちの伝説ネタSP
2008年12月30日深夜に約1時間特番として放送。司会はトータルテンボスと小松アナ。
- 番組10周年を記念し、過去にオーバー500を獲得したネタを放送した。
- ネタは、事前に視聴者からのリクエストを募集し選ばれている。

### 20年SPECIAL 〜平成最後の年に一夜限りの大復活!〜
2019年3月23日深夜に約1時間半特番として放送。司会はタカアンドトシ。
- 番組20周年を記念し復活。
- 第1部では「懐かしトークコーナー」として初期からの常連出場者であるアンジャッシュ、おぎやはぎ、ダンディ坂野、テツandトモ、東京03、ドランクドラゴン、はなわ、北陽、ますだおかだが過去の映像を鑑賞しながらトークを繰り広げた。
- 第2部では「爆笑オンエアバトル2019」として若手芸人10組（かが屋、空気階段、ヒコロヒー、ネイビーズアフロ、宮下草薙、キャメロン、ザ・マミィ、東京ホテイソン、ファイヤーサンダー、ヤーレンズ）が出場。審査員は一度でもオンエア経験を持つかつてのオンバト出場者たちが務めた。

### 放送100年プロジェクト放送100年 時代を超えて 3世代が選ぶあの番組
2025年3月22日19:30 - 21:55に放送。
- 番組内で「爆笑オンエアバトル」の紹介があり、おぎやはぎのネタが放送された。

## 番組テーマ曲
『オンエアバトル』の番組オリジナルテーマ曲はボブ佐久間作曲の物を使用していたが、2003年10月よりエンディング（主に敗者コメント）にタオルズの「君に幸あれ」が起用されることになった。以降、2004年10月から約1年半のオープニングテーマ曲・2007年度まで約4年半のエンディングテーマ曲を『熱唱オンエアバトル』の出場経験バンドが担当していた。詳しくは以下の通り。
| 期間       | 期間       | オープニング（歌手）                                            | エンディング（歌手）                            | 備考 |
| ---------- | ---------- | --------------------------------------------------------------- | ----------------------------------------------- | --- |
| 1999.03.27 | 2002.04.06 | 番組オリジナル                                                  | オリジナルテーマ（初代アレンジ） ボブ佐久間作曲 | |
| 2002.04.13 | 2003.09.26 | 「Mission Impossible Theme」 『ミッションインポッシブル』挿入歌 | オリジナルテーマ（初代アレンジ） ボブ佐久間作曲 | |
| 2003.10.03 | 2004.03.19 | 「Mission Impossible Theme」 『ミッションインポッシブル』挿入歌 | 「君に幸あれ」 タオルズ                         | |
| 2004.04.03 | 2004.09.18 | 番組オリジナル (1999年度から2001年度とは別曲)                   | 「君に幸あれ」 タオルズ                         | 2004年度『オンエアバトル』 （爆笑編・熱唱編）の全体で使用。                                                             |
| 2004.10.02 | 2005.03.26 | 「猫の詩」 キャットフラメンコダンサーズ                         | 「君に幸あれ」 タオルズ                         | 2004年度『オンエアバトル』 （爆笑編・熱唱編）の全体で使用。                                                             |
| 2005.04.02 | 2005.10.08 | 「Let's Dancing」 スマイルレンジャー                            | 「僕のヒーロー」 ヤドカリ                       | ここから爆笑・熱唱で別楽曲となる。 OPの「Let's Dancing」は1年間通して使用。 EDは楽曲が異なるがヤドカリが1年間担当した。 |
| 2005.10.15 | 2006.03.18 | 「Let's Dancing」 スマイルレンジャー                            | 「いい顔」 ヤドカリ                             | ここから爆笑・熱唱で別楽曲となる。 OPの「Let's Dancing」は1年間通して使用。 EDは楽曲が異なるがヤドカリが1年間担当した。 |
| 2006.04.07 | 2007.03.23 | 「Spybreak!」 『マトリックス』挿入歌                            | 「もっともっと」 三叉路                         | |
| 2007.04.06 | 2008.03.21 | 「ライザーシロガネ」 『幻星神ジャスティライザー』挿入歌         | 「一生分の一日」 ヤドカリ                       | |
| 2008.04.03 | 2008.04.24 | 番組オリジナル                                                  | 「人にやさしく」 THE BLUE HEARTS                | |
| 2008.05.01 | 2009.03.19 | 番組オリジナル                                                  | 「C U When U Get There」 COOLIO                 | |
| 2009.04.24 | 2010.03.26 | 番組オリジナル                                                  | 番組オリジナル                                  | |

## 放送日時
いずれも総合テレビでの放送でJST。暦日を基準とする。つまり、午前0時以降に放送される場合は、前日の深夜に放送されていることになる。
- 1999年度 日曜日 0:25 - 0:54（初回のみ15分拡大）
- 2000年度 日曜日 0:20 - 0:49
- 2001年度 土曜日 23:55 - 翌0:24
- 2002年度 土曜日 23:50 - 翌0:19
- 2003年度 土曜日 0:15 - 0:44
- 2004年度 隔週日曜日 0:10 - 0:39（『熱唱オンエアバトル』と交互に放送）
- 2005年度 日曜日 0:10 - 0:39
- 2006年度 土曜日 0:00 - 0:29
- 2007年度 土曜日 0:10 - 0:39（『中国鉄道大紀行・秋編 日めくり版』放送期間中は10分繰り下げ）
- 2008年度 金曜日 0:40 - 1:09
- 2009年度 第4土曜日 0:10 - 1:09（その次の週、すなわち翌月の第1土曜 0:55-1:25に爆笑トライアウトが放送されるのでオンバトシリーズが実質2週連続放送される格好になる）

また、不定期にBS2→BSプレミアムで深夜に再放送されることがある。

## 公式映像作品
2001年から2010年まで、番組内で活躍した芸人のネタを収録した公式映像作品が発売されていた。なお、2005年までに発売されていた作品に関しては収録されていたネタの数が10本前後に留まっていたが、4年ぶりに発売が再開されたタカアンドトシのDVD以降は基本的にオンエアされたネタ全てが収録されるようになった。また、同じく2005年までの作品においては、勝者コメントの芸人の名前が表示される所は内容を明確化するためネタへ即したタイトルに差し替えられていたが、2009年以降はそのまま放送時と同じくコンビ名と芸人の名前が表示する形式に戻った。
基本的に番組内でオンエアされたネタを中心に収録されるが、オフエアとなったネタが収録されている場合もある（主に特典映像として収録されることが多かった）。また、ネタとネタの間におまけ映像も収録されていることもある他、DVD移行後は必ず特典映像も収録されている。
2005年までは吉本興業所属の芸人の作品が発売されることは一切なかったものの、2009年からは発売されるようになった。
発売された23組のうちダンディ坂野、おぎやはぎ、キングオブコメディはチャンピオン大会進出経験が一度もない。また、この3組はゴールドバトラーの称号も得ていない。なお、ダンディ坂野はオンエアされた回数が他の芸人と比べると極端に少なかったためか、1組だけ「爆笑オンエアバトルLight」という題名で発売されている。
発売元は2005年までの全ての作品はポニーキャニオン、2009年以降は吉本興業所属芸人の作品のみよしもとミュージック、それ以外はアニプレックスとなっている。

## 公式ガイドブック
年度毎の「オンエアバトル」放送回や公式記録の内容を収録したガイドブックが、番組開始以降毎年発売されていた。2006年度の内容を収録した「爆笑オンエアバトル8」以降、発売が途絶えていたが、2010年4月14日に発売された「爆笑オンエアバトル 10→11」にこれまで放送された11年間の記録が全て収録されることになり、2007年度以降の内容も掲載されている。本の内容は放送回の模様や公式記録だけに留まらず、番組で活躍した芸人へのインタビューや、放送時には紹介出来なかった各芸人へのジャッジペーパーなども収録されている。また、本の最後にはその年度毎にオンエアを獲得した芸人のプロフィールとファンレターの宛先を紹介するページもあった。6冊目にはその年の「熱唱編」の模様も収録されていた。
『爆笑オンエアバトル』から『爆笑オンエアバトル8』までは編集が「NHK『爆笑オンエアバトル』番組制作グループ」、出版社が「双葉社」であり、『爆笑オンエアバトル 10→11』では編集が「お笑いTV LIFE編集部」、出版社が「学習研究社」である。
- 『爆笑オンエアバトル』（2000年5月19日）
- 『爆笑オンエアバトル2』（2001年4月11日）
- 『爆笑オンエアバトル3』（2002年4月9日）
- 『爆笑オンエアバトル4』（2003年4月22日）
- 『爆笑オンエアバトル5』（2004年4月13日）
- 『オンエアバトル 爆笑編・熱唱編』（2005年4月26日）
- 『爆笑オンエアバトル7』（2006年5月30日）
- 『爆笑オンエアバトル8』（2007年7月31日）
- 『爆笑オンエアバトル 10→11 - 1999→2010 「史上最もシビアなお笑い番組」の11年をコンプリート!!』（2010年4月14日）

## 評価
上述の通り、1999年の番組開始当初から番組終了まで数々の人気芸人を輩出し、同時期に放送されていたお笑い番組の中でも代表的な番組であったが、「一般審査員が合否を決める」というルールに対しては業界内でも賛否両論ある。以下がその例。

### 肯定派
タカアンドトシ
2014年3月6日に行われた「オンバト最終章 チャンピオン大会直前 15年間ありがとうスペシャル」（2014年3月15日深夜放送）の記者取材会にて、タカは「無名の時に札幌大会で初めて出させていただき、ギリギリ5位で通過してオンエアされた。オンバトがなかったら東京に出るきっかけもなかった」と語り、トシも「我々はオンバトなくして今ここにいない、というくらいお世話になった番組。最後にMCを手伝わせていただくのは感慨深くてありがたい」と語るなど、各々番組に対して感謝の弁を述べている。
増田英彦（ますだおかだ）
2009年3月29日のブログで「この番組がなければ『M-1グランプリ』なんて始まってなかったやろうし、ということは『エンタの神様』や『爆笑レッドカーペット』などのネタ番組も生まれてなかったやろうし、お笑いブームも今のこの形では来てなかったはず」「この番組がなければ今のますだおかだはなかったと思う。本当に感謝してるし愛着も今なおある。その後抜かされた連勝記録を今からでも抜きに行きたいくらいに…」とコメントしている。また、2014年3月7日の同ブログでは“史上最もシビアなお笑い番組”というキャッチフレーズについて、「シビアというより、今まで色んな賞レースや審査されるネタ番組に出てきた中で、全ての芸人に対して“史上最もフェアなネタ番組”やったと思う」とコメントしている。
おぎやはぎ
矢作兼は当番組の審査方法を「良いシステムだった」と評している。小木博明も「『オンバト』でチャンピオンになれば、なんかしら仕事も入ってきてた」などと出演していた当時は番組の存在がとても大きかったことを明かしている。更におぎやはぎが出演していた当時、ディレクターを担当していた岡澤正樹がとても心が広い人で、「（おぎやはぎが）大阪収録で落ちた同じネタを東京でやらせてくれ」とお願いしたら承諾してもらえたり、民放ではスポンサーが付いている兼ね合いでNGを突き付けられた放送禁止用語が入っているネタをOKしてくれていたと語っている。
立川談志(落語家)
当番組を好意的に捉えており、第1回・第2回チャンピオン大会では特別審査員としてゲスト出演した他、第6回チャンピオン大会ファイナルでは番組冒頭に出演し開会宣言を行った。2002年5月25日放送回では「談志の招待状」と題してテツandトモ・アンジャッシュ・ハリガネロックというオンバト出場芸人3組とそれぞれトークをする場面が放送されたこともある。

### 否定派
松本人志（ダウンタウン）
当番組の審査方法には否定的な意見を述べており、「『素人が判定する』という意味で嫌いな番組」と語っている。
一方で、2023年に開催された「THE SECOND 〜漫才トーナメント〜」でアンバサダーに就任した際には、決勝戦での一般人の審査を肯定するコメントをしている。
チュートリアル
徳井義実は「お笑い番組なんかなかなかない時代に『オンバト』作ってくれて、凄いありがたかったんやけど」と感謝を述べつつも、「番組はエエねんけど、客が変な感じになったんや。もっとノーマルなお客さんを、何とか集めなアカンかってんけど」「どのあたりからか、お客さんが変な『エセお笑い評論家』みたいな感じになってきて鬱陶しかったな」などと番組の一般審査員に対して不満を抱いていたことを明かしている。福田充徳も当時の「オンバト」の審査員を「視聴者と、お笑い芸人の間に入ってる、審査員みたいな客」と評し非難しており、実際に審査員が時折「笑ってもいないのに玉を入れる」という矛盾した行為をとるのを目撃したこともあったと明かしている。更にこういった経験を踏まえ「『オンバト』レギュラーメンバー以外、もう（審査に）通らへん、みたいな」などと語っており、「正直、（番組が）嫌いやったな」と本音を吐露している。
サンキュータツオ（米粒写経）
当番組に対し、以下のような辛辣なコメントを自身のTwitter上で述べている。
「最後まで人選の基準がよくわからない番組だった。だいたいほかのコンテストでよく見る面々が出ていて、最後の10年くらいは新たな笑いを生んだのかもよくわからなかった。この番組に何度も出ても売れず、民放コンテスト一発で人生を変えた人もいた。モヤモヤばかりだった」
「オーディションがあると聞いたこともないし、ライブに足を運んで若手を発掘するような作業をしていると聞いたこともなかった。キャリア10年以下しか出れないと言われた人もいたし、でと10年以上の人も出ていた〔ママ〕。出る側としたらハイリスクローリターン、でも出るしかない番組だったという」
「00年代にお笑いに変革をもたらした、完成度ではなく新しさで勝負した芸人たちはみなこの番組でオフエアだった。ラーメンズとおぎやはぎ以外でこの番組発はあっただろうか。最大多数を満足させる笑いが、新しさと相性が悪く、先細りしかないことを証明した、そこに価値のある番組だった」
「時代に左右されず淡々とネタだけを公平に審査しているストイックな番組のようにも見えるが、オンバトもまた、癖ありまくりのネタ番組のひとつであった。見た目の向き不向きもあったし、攻略法的なものも存在した。やっかいなのは、オフエアされるとつまらない人だと思われてしまうということ」
「本来視聴者が気にすべきではないこのようなことを、気にするようになったリテラシーの高まりも、この番組の功罪であったように思います」

### 中立派
NON STYLE
井上裕介は、「M-1」と「オンバト」それぞれの審査の傾向を比較し「自論ですが『オンバト』は「一番面白い芸人」というよりも「一番共感できる芸人」が優勝できるような気がします。『オンバト』は客席に100人いたら99人に好かれないといけないんですけど、『M-1』は100人の内10人しか笑っていなくてもその10人の評価が凄ければいい、みたいな空気はあります」と語っており、石田明も「『オンバト』はアクがない方が有利かも知れない。『M-1』は逆にアクがないとダメ」と語っている。
タイムマシーン3号
番組内で数少ないパーフェクト（545KB）達成コンビであるが、2015年に行われたインタビューで山本浩司は「オンバトの満点というのは『100人に嫌われなかっただけ』という結論に達した」「100人が面白いって思ったわけじゃなくて、100人が嫌じゃないっていう判断での満点。できるだけ嫌われないようにしての満点だったんです」と冷静に分析していた。更に山本は「オンバトで落ちた芸人さんが、どんどん違う大会で活躍し始めるんです。それを見て、『ちょっと待てよ』と。うちらお客さんにはウケてるけど、先輩やテレビを作っている人たちには受け入れられてないんだなって。どの世界もそうだと思うんですけど、賛否が出ないとダメなんですよ」と番組に対して直接的な批判こそはしてないものの、複雑な心境を吐露していた。更に関太も番組に出演していた当時を「すごい媚びてたんですよね、たぶん」と回顧している。
また、2人は2015年3月19日深夜放送の『しくじり先生 俺みたいになるな!!』にて「ビックチャンスをつかんだのに進路でしくじった先生」として出演した際にも、「オンバト」では得点を上げるため開演前に観客と接触を試みたり、ネタを披露する際は観客が不快に思うであろう表現は極力排除したりするなど、出演当時は観客に対して積極的に媚びていたことを明かしていた。また、後日パーフェクト（545KB）を達成した回を2人で見返した時は「礼儀正しい子が2人いるだけで、面白いことは全くしていない」と気付いたという。これらを踏まえて2人は「ファミリー層に寄せすぎて進路をしくじった」「面白さより勝ちを選んではダメ」と自らの「しくじり」を告白していた。
横澤彪（元テレビプロデューサー）
第11回チャンピオン大会ファイナル終了後、自身のコラム『横澤彪のチャンネルGメン69』にて、「結果に文句はないが、みな似たり寄ったりで新鮮味がなかった。全般的にネタ、存在感に若々しさがなくエネルギー不足を感じた」「番組としてもう使命を終えたと思う。民放の『エンタの神様』や『爆笑レッドカーペット』などが躍進し、色あせてしまった。（中略）一般投票も100人とかの規模で長くやっていると、その『判定力』に疑問符が付く回がどうしても出てくる。果たして、本当に面白い組が毎回『勝者』として選ばれてきただろうか」と厳しい評価を下していた。更に翌年の第12回チャンピオン大会ファイナル終了後のコラム内でも「オンバトといえば、かつては若い芸人たちの夢の舞台だった。人気のないネタは放送してもらえない、という緊張感の中、放送を勝ち取り、そして人気者へ、という流れ・勢いがあった。」と当初は高く評価していた一方で、最後は「いつしか新規参入組が小粒になり、尻つぼみになってしまった。ここで一旦番組を終えるのは適切だろう。ひところの様にドンドン新しいタマが出てくるという勢いがなくなったということは、単にこの番組だけの問題ではなく、お笑い界全体にとっても先細りの懸念があるということにほかならない」と締めくくっていた。
オール巨人（オール阪神・巨人）
巨人は『M-1グランプリ』の決勝進出者が「日本で（何千組の中から）選ばれて、スベッたら損する場合まである」ことに比べ、「面白くないネタは放送されない」というコンセプトの「オンバト」に対して明確な批判こそしてはいないが「あんな気楽な番組はない」とコメントしたことがある。

## 備考

### ステージ
- 1999年3月 - 2000年2月 - コミック調のONAIRを象った電飾が後方にある赤白を強調したステージ。
- 2000年2月 - 2002年7月 - 戦隊風のONAIRを象った電飾が後方にある先代の色を継承したステージ。
- 2002年7月 - 2004年3月 - 立体的なONAIR!<!の中にBATTLE入り>を象った電飾が後方にある先代の色を継承したステージ。
- 2004年4月 - 2008年3月 - ONAIR BATTLEを象った電飾（上にONAIR・下にBATTLE）が後方にあるステージ。
- 2008年4月 - 2010年3月 - テーマは『笑いのコロシアム』で、後方に炎のボードと黄金の巨大タマちゃんのオブジェが設置にしているステージ。

### ミス・トラブル
- 時々ナレーションやテロップなどのミスがあった。
- 2001年10月13日放送回にて、次回出場予定であるマンブルゴッチの紹介テロップを「マンゴルブッチ」と誤記
- 2003年2月8日放送回にて、インパルスの紹介の際に「堤下」の「堤」が「提下」と誤記
- 2003年4月11日放送回にて、ルート33の紹介テロップを正確には12連勝のところを「前回13連勝がストップ」と誤記
- 2003年11月14日放送回にて、ザブングルの紹介テロップを「サブングル」と誤記
- 2004年サマースペシャルでますだおかだの過去ネタでのテロップミス
- 第7回チャンピオン大会での麒麟のチャンピオン大会出場回数
- 第8回チャンピオン大会・事前番組でのタカアンドトシの戦績（17戦17勝を"18戦18勝"と誤植）や、タイムマシーン3号が満点を記録した放送回の日付
- スマイルが2回目の挑戦で初オンエアをした時、ナレーションでは「初挑戦初オンエア」と間違われた
- 2008年6月5日の放送の回でネタ終了時に表示されたスマイルと朝倉小松崎のキロバトル etc…
- 2008年4月17日放送分でハマカーンがスタッフの手違いでネタ中に終了の効果音を鳴らしてしまい、審査の対象に入らなかったというトラブルがあった。それについてNHKは公式ホームページ上で謝罪の言葉を載せた（なお、この結果はノーカウントとして戦歴には加算されないことになった）。

### その他
- 番組初期の1999年にはブッチャーブラザーズ、笑組などベテラン勢が若手に混じって出場。2000年には落語家も出場したが[注 23]、いずれも2001年度を最後に途絶えている。また、番組が開始された1999年はボキャブラブームの末期とも重なり、その流れから「キャブラー」と呼ばれた芸人[注 24] や、吉本印天然素材のメンバーの一部（バッファロー吾郎、FUJIWARA、へびいちご）も出場している。
- 上述にもあるように、お笑い第五世代にあたるほとんどの代表的な芸人が出場した番組であったが、この世代で番組には一度も出場せずにブレイクした芸人も僅かながら存在する（例としてあべこうじ、オリエンタルラジオ[注 25]、サンドウィッチマン[注 26][26]、スリムクラブ、椿鬼奴、南海キャンディーズ[注 27]、フルーツポンチ[注 28]、森三中などがこれに該当する）。また、2003年以降は「お笑いブーム」の影響により、いわゆる「オンバト」以外のネタ番組（『エンタの神様』『爆笑レッドカーペット』など）が増加したため、それに伴い「オンバト」へ出場せずにブレイクした一発屋芸人も増加していた（例としてコウメ太夫[注 29]、小島よしお[注 30]、ジョイマン、楽しんご[注 31]、波田陽区、ムーディ勝山[注 32]などは一度も出場したことがなかった）。

## パロディなど
- 号泣オンエアバトル - TBSラジオ 『伊集院光 深夜の馬鹿力』（2001年6月4日・11日放送）

今更なネタやベタすぎて面白くないネタをあえて募集する実験企画。
それらを絶対にやりそうもない若手お笑い芸人にあえてやってもらい、下手に面白くなってしまったら罰ゲーム的に放送する。
- 爆笑オレエアバトル - TBSラジオ『伊集院光 深夜の馬鹿力』（2004年06月21日放送）

スペシャルウイーク（聴取率調査週間）に放送された特別企画。
伊集院光と若手芸人（田代32、桐畑トール、関口大輔、金子宏貴）が4組のユニットを組んで漫才を制作。
くつ（伊集院、田代）、リンカーン660（伊集院、関口）、とんかつそば（伊集院、金子、田代）、スマッシュポテト（伊集院、桐畑）のうち、リスナーによる投票の結果、上位2組「スマッシュポテト」と「とんかつそば」の漫才がオンエアされた。
- ネタ書いてないオンエアバトル - テレビ朝日『アメトーーク!』（2019年6月27日・2024年10月17日放送[28]）

普段はネタを書いていない芸人が普段からネタを書いている相方に代わってこの企画のために考案した新ネタでバトルを行う。
第一弾は『ネタ書いていない芸人』の中で行われた。出演者は得点1位から順に、かまいたち・ジャングルポケット・ダイアン・アンガールズ・コロコロチキチキペッパーズ。第二弾は『ネタ書いてる芸人vsネタ書いてない芸人』の中で行われた。出演者は1位から順にさや香・ニッポンの社長・コットン・ウエストランド・ラランド。
ネタを作成したのは、かまいたちは濱家隆一、ジャングルポケットは斉藤慎二、ダイアンは津田篤宏、アンガールズは山根良顕、コロコロチキチキペッパーズはナダル、さや香は石井、ニッポンの社長はケツ、コットンはきょん、ウエストランドは河本太、ラランドはニシダ。
審査員は85人（第2弾は80人）で、持ち点は芸人1組につき1人2票（ゴルフボール2つ）。1位を獲得したネタのみがオンエアされ、オフエアとなったその他のネタはインターネット上で配信された。
フォーマットやテロップなどは本番組へ忠実に寄せたもので、コーナーのエンディングでは敗者コメントとジャッジペーパーの再現、そして当番組第10期のエンディングテーマだったヤドカリの「一生分の一日」が流された。
- 爆笑オンエアバトルFオンライン（NHK九州沖縄ブロック・2021年3月26日放送）[29]

パロディではないが、NHK福岡放送局が本番組のフォーマットをオンライン方式に転換し、事前オーディションで勝ち抜いた16組の中からオンライン観客投票でオンエア8組と福岡で一番面白い芸人を決定する。スペシャルゲストは品川祐（品川庄司）と陣内智則、MCは西川順一（NHK福岡放送局アナウンサー）。
- 有田P おもてなす（NHK総合・2021年9月18日）[30]

パロディではないが、番組内の企画として放送。出演者は8組（アメリカザリガニ、いつもここから、磁石、竹内ズ、天晴れもん、タナバター、ブラックポテ子、ユリオカ超特Q 太字の4組がオンエア）で、MCは高山哲哉。
コーナーのエンディングではユリオカ超特Qの敗者コメントとジャッジペーパーが放送された。またオフエア4組のネタは番組HPで配信された。
- 有吉の壁（日本テレビ・2023年3月15日放送）[31]

NHKと日本テレビ開局70周年コラボウィークに放送された「テレビ局の壁を越えろ! おもしろNHKの人選手権」の中で、トム・ブラウンとタイムマシーン3号がオンエアバトル関連のネタを披露。ネタ披露後にバケツを計量しているという体でトム・ブラウンみちおが280KB、タイムマシーン3号は545KBの満点を獲得するが、その内訳は関543KB・山本2KBというオチ。トム・ブラウン布川と関による「あなたたちです!」ポーズも披露された。